# Martina Ertl-Renz
Martina Ertl-Renz, nemška alpska smučarka, * 12. september 1973, Bad Tölz.
V petih nastopih na olimpijskih igrah je osvojila tri medalje, srebrni v veleslalomu leta 1994 in kombinaciji leta  1998 ter bronasto v kombinaciji leta 2002. Na svetovnih prvenstvih je nastopila sedemkrat ter osvojila naslov prvakinje v kombinaciji leta 2001 ter bronasti medalji v veleslalomu v letih 1993 in 1996. V svetovnem pokalu je tekmovala šestnajst sezon med letoma 1991 in 2006 ter dosegla štirinajst zmag in še 43 uvrstitev na stopničke. V sezonah 1996 in 1998 je osvojila veleslalomski mali kristalni globus. Po dvakrat je bila druga v skupnem seštevku svetovnega pokala in kombinacijskem seštevku ter po dvakrat tretja v superveleslalomskem in slalomskem seštevku.